# Армянская пунктуация

Пример сокращения слова Աստուած Astvac «Бог». Для этого используется знак պատիվ, pativ (՟), аналог кириллического титла

Армянский язык пользуется, помимо особого алфавита, также отличной от западноевропейского стандарта пунктуацией, имеющей древнее происхождение (большинство знаков восходит к пунктуации классического древнеармянского языка грабара) и генетически связанной со средневековыми греческими пунктуационными знаками. В древности в разных школах писцов использовалась несколько разная пунктуация, однако набор знаков, близкий к современному, известен с X века.

## Список знаков
Армянские знаки препинания включают в себя:
- [ «  » ] Չակերտներ, čʿakertner – кавычки.

- [ , ] Ստորակետ, storaket – запятая.

- [ ՝ ] Բութ, butʿ – используется для обозначения короткой остановки и ставится так же, как точка с запятой, чтобы указать паузу, которая длиннее, чем у запятой. Применяется в основном в деепричастных оборотах.

- [ ․ ] Միջակետ, miǰaket – используется как обычное двоеточие, главным образом, для разделения двух тесно связанных (но все еще независимых) предложений или когда следует длинный список определений.

- [ ։ ] Վերջակետ, verǰaket – используется как обычная точка и помещается в конце предложения.

### Знаки, используемые внутри слова
- [ - ] Միության գծիկ, miutʿyan gcik – дефис.

- [ ֊ ] Ենթամնա, entʿamna – вариант дефиса, используется для переноса слов и для обозначения слогов.

- [ ՟ ] Պատիվ, pativ – титло, используется для сокращения слов. Используется в классическом армянском языке, чаще всего для сокращения сакральных слов и имён в богослужебных текстах.

- [ ՚ ] Ապաթարց, apatʿarcʿ – апостроф, используется только в западноармянском языке на месте звука [ə].

### Знаки, указывающие интонацию
- [ ՞ ] Հարցական նշան, harcʿakan nšan – вопросительный знак. Ставится не в конце предложения, а над ударной гласной ключевого слова.

Следующие два знака усиления используются в армянском повседневном письме значительно реже, чем «!» в русском:
- [ ՜ ] Բացականչական նշան, bacʿakančʿakan nšan – восклицательный знак (маленькая косая волна). Как и вопросительный, ставится над ударной гласной ключевого по смыслу слова. Почти не используется где-то, кроме поэтических текстов.

- [ ՛ ] Շեշտ, šešt – знак акцента. Обычно используется в армянском для смыслового усиления вместо восклицательного знака. И тоже — значительно реже, чем «!» в русском.

### Модификаторы[уточнить]
(модификаторы чего и в каком контексте?)
- [ ՙ ] Левое полукольцо.
- [ ՚ ] Правое полукольцо.